# Сплав Вуда

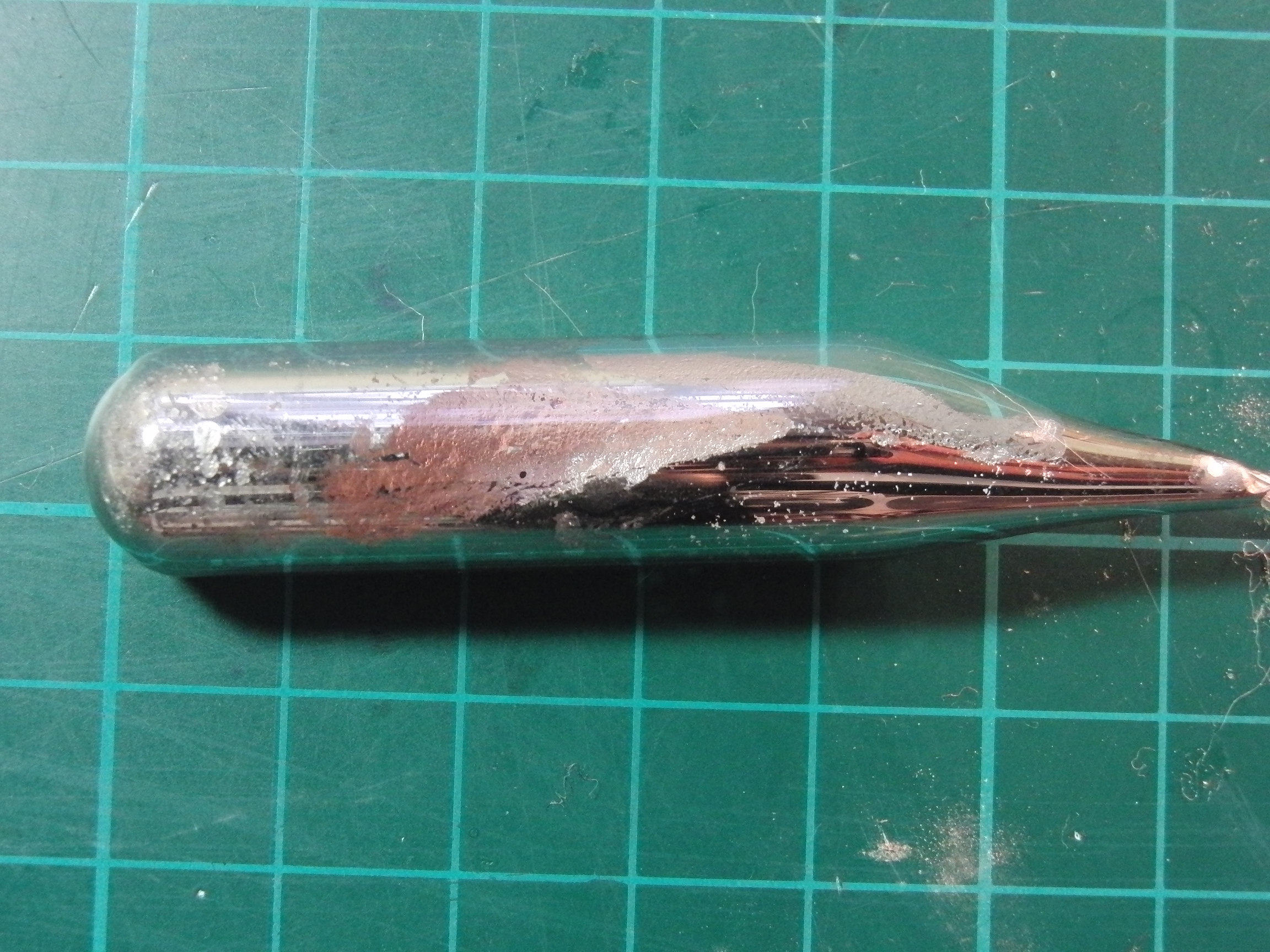

Сплав Вуда — легкоплавкий сплав на основі вісмуту, винайдений в 1860 році Б. Вудом. Температура плавлення 68,5 °C, густина 9720 кг/м³.

## Застосування
1. лиття за витоплюваними моделями;
2. в операціях згинання тонкостінних труб;
3. як витоплювані стержні при виготовлені порожнистих тіл способом гальванопластики;
4. як фіксатор зразка при виготовлені металографічних шліфів.

## Склад і отримання
1. олово — 12,5 %;
2. свинець — 25 %;
3. бісмут — 50 %;
4. кадмій — 12,5 %.

Бувають і інші концентрації. Сплав отримують шляхом розплавлення вісмуту під шаром парафіну (для запобігання окисненню), потім послідовано вводять Pb, Sn, Cd і сплавляють, виливають у воду, промивають бензолом або ефіром для видалення парафіну, і гранулюють у воді.
Вказані компоненти утворюють легкоплавку евтектику, температура плавлення якої значно нижча від температури плавлення окремих компонентів.